# Дамьян-Андрунаке, Джорджета
Джорджета Дамьян-Андрунаке (рум. Georgeta Damian-Andrunache; род. 14 апреля 1976, Ботошани) — румынская гребчиха. Пятикратная олимпийская чемпионка и пятикратная чемпионка мира. Выиграла награды во всех своих 6 олимпийских стартах в 2000—2008 годах.
На церемонии закрытия летних Олимпийских игр в Пекине ей было доверено нести флаг Румынии.
Замужем за румынским гребцом Валериу Андрунаке, участником Олимпийских игр 2000 года. Выступала за «Динамо» Бухарест.

## Выступления на чемпионатах мира
- 1997, золото, восьмёрка
- 1997, серебро, двойка
- 1998, золото, восьмёрка
- 1999, золото, восьмёрка
- 2001, серебро, восьмёрка
- 2001, золото, двойка
- 2002, золото, двойка
- 2003, серебро, восьмёрка
- 2003, бронза, двойка

## Награды
- Командор ордена «За верную службу» (2000)[4].
- Орден «За спортивные заслуги» I степени (2004)[5].
- Почётный гражданин Бухареста (2000)[6].